# Степовий вовк (роман)
Степовий вовк (нім. Der Steppenwolf) — роман Германа Гессе, вперше опублікований у 1927 році у Німеччині.

## Сюжет

Обкладинка українського видання

Роман за своєю структурою є своєрідною «книгою в книзі». Розповідь починається з передмови видавця, що вирішив опублікувати записки, що були залишені йому головним героєм і названі «Записки Гаррі Галлера (тільки для божевільних)».
Гаррі Галлер знаходиться у тяжкій внутрішній кризі. Під час блукань по місту він зустрічає людину, що дає йому невелику книгу, «Трактат про Степового Вовка». Трактат оповідає про «Гаррі на прізвисько Степовий Вовк», котрий, так само як і протагоніст роману, розділяє свою особистість на дві частини: людину високої моралі та тварину — вовка. При цьому в книзі вказується, що особистість «Гаррі» є насправді складною та багатоликою, і розкриваються його суїцидальні нахили.
Наступного дня, знову блукаючи по місту перед поверненням додому, де він вирішує накласти на себе руки, Гаррі заходить до ресторану. Там він зустрічає дівчину, котра своїм ставленням розраджує Гаррі та відкладає його рішення про самогубство. При наступній зустрічі з'ясовується, що її звуть Герміна, і вона просить Гаррі вбити її, коли вона йому накаже.
У романі не завжди зрозуміло, де проходить межа між внутрішніми переживаннями героя та зовнішнім світом. Зокрема, коли в кінці роману Гаррі вбиває Герміну, неясно, чи відбувається це в реальності чи лише в уяві Галлера.
Часто внутрішню сутність Галлера Степового Вовка асоціюють з тим, що Юнг називав тінню, в той час як Герміну ототожнюють з анімою.

## Екранізації
- «Степовий вовк» (англ. Steppenwolf, італ. Lupo della steppa) — художній фільм 1974 року спільного виробництва США та Швейцарії, фільм-притча, знятий режисером Фредом Хайнсом.

## Вплив романа на культуру
У різний час існувало декілька музичних гуртів, що використовували назву роману Гессе. Серед них:
- Steppenwolf
- Steppeulvene[en]

Група Die Anarchistische Abendunterhaltung (DAAU) використовує як назву словосполучення з роману.
Назва і зміст пісні «He Was A Steppenwolf» гурту Boney M з альбому Nightflight to Venus також пов'язані з романом.
The Steppenwolf Theatre Company з Чикаго, заснована у 1974 актором Гаррі Сінісом, також завдячую своєю назвою роману.

## Український переклад
Вперше український переклад роману був опублікований 1977 року у номерах 4 і 5 журналу «Всесвіт». 1990 року його було видано окремою книгою разом з романом «Сіддхартха». У наступні роки «Степовий вовк» неодноразово перевидавався різними українськими видавництвами.